# Johannes Lochner
Johannes Lochner (ur. 15 października 1990 w Berchtesgaden) – niemiecki bobsleista, czterokrotny medalista mistrzostw świata.

## Kariera
Pierwsze sukcesy w karierze osiągnął w 2015 roku, kiedy na mistrzostwach świata w Winterbergu zdobył dwa medale. Najpierw wspólnie z Joshuą Bluhmem wywalczył srebrny medal w dwójkach, a następnie zajął drugie miejsce w zawodach mieszanych. Na rozgrywanych rok później mistrzostwach świata w Igls reprezentacja Niemiec z Lochnerem w składzie zwyciężyła w zawodach mieszanych. Na tej samej imprezie razem z Bluhmem zdobył kolejny srebrny medal w dwójkach. W zawodach Pucharu Świata zadebiutował 24 stycznia 2015 roku w Sankt Moritz, zajmując piąte miejsce w dwójkach. Jak dotąd nie wystąpił na igrzyskach olimpijskich.